# Фландрская маска

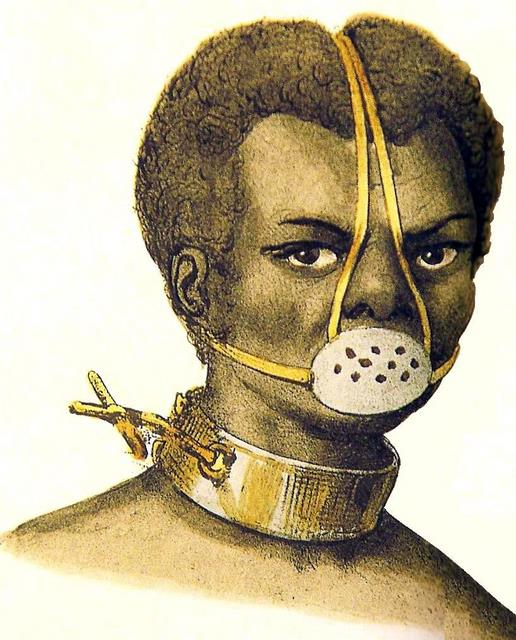
Внешний вид маски.

Фландрская маска — подобие намордника, сделанного из жести, использовавшееся в период рабства в Бразилии, чтобы предотвратить употребление чернокожими рабами продовольствия, напитков или земли. Изготавливалась из жести, была заперта на висячий замок за головой, имела отверстия для глаз и носа, но полностью блокировала доступ к полости рта.
Считается у рабовладельцев, что многие чернокожие рабы страдали геофагией (добровольным желанием есть землю), что вызывало инфекцию, передаваемую червём Necator americanus, вследствие которой рабы не могли полноценно работать, что вело к экономическому ущербу для рабовладельца. Использование масок было попыткой рабовладельцев решить эту проблему, а также не допускать среди рабов пьянства и воровства пищи или драгоценных камней.
Анастасия, бразильская негритянская святая, обычно изображается с фландрской маской.